# 正交多項式
函數{\displaystyle W(x)}若在區間(a,b)可積，且{\displaystyle W(x)\geq 0}，則可作為權函數。
對於一個多項式的序列{\displaystyle {f_{i}}}和權函數{\displaystyle W(x)}，定義內積
{\displaystyle :\langle f_{m},f_{n}\rangle =\int _{a}^{b}f_{m}(x)f_{n}(x)\,W(x)\,dx}
若{\displaystyle n\neq m}，{\displaystyle \langle f_{m},f_{n}\rangle =0}，這些多項式則稱為正交多項式（英語：Orthogonal Polynomials）。
若{\displaystyle {f_{i}}}除了正交之外，更有{\displaystyle \langle f_{n},f_{n}\rangle =1}的話，則稱為規範正交多項式。

## 例子
若權函數為1，區間為(-1,1)，{\displaystyle f_{0}(x)=1}，對應的正交多項式有：
{\displaystyle f_{1}(x)=x\,}
{\displaystyle f_{2}(x)={\frac {3x^{2}-1}{2}}\,}
{\displaystyle f_{3}(x)={\frac {5x^{3}-3x}{2}}\,}
{\displaystyle f_{4}(x)={\frac {35x^{4}-30x^{2}+3}{8}}\,}
{\displaystyle \vdots }
它們稱為勒讓德多項式。
對於任意向量空間的基，Gram-Schmidt正交化可以求出一個正交基。對於多項式空間的基，正交化的結果便是勒讓德多項式。

## 常見的正交多項式
- 切比雪夫多項式
- 雅可比多項式
- 埃尔米特多项式
- 拉盖尔多项式
- 蓋根鮑爾多項式
- 哈恩多项式
- 拉卡多项式
- 查理耶多项式
- 连续双哈恩多项式
- 贝特曼多项式
- 双重哈恩多项式
- 小q-雅可比多项式
- 本德尔·邓恩多项式
- 威尔逊多项式
- Q哈恩多项式
- 大q-雅可比多项式
- Q-拉盖尔多项式
- Q拉卡多项式
- 梅西纳多项式
- 克拉夫楚克多项式
- 梅西纳-珀拉泽克多项式
- 连续哈恩多项式
- 连续q-哈恩多项式
- Q梅西纳多项式
- 阿斯克以-威尔逊多项式
- Q克拉夫楚克多项式
- 大q-拉盖尔多项式
- 双Q克拉夫楚克多项式
- Q查理耶多项式
- 泽尔尼克多项式
- 罗杰斯-斯泽格多项式
- 戈特利布多项式

## 性質
- 遞歸方程

{\displaystyle f_{n+1}=(a_{n}+xb_{n})f_{n}-c_{n}f_{n-1}}
其中 {\displaystyle b_{n}={\frac {k_{n+1}}{k_{n}}},\qquad a_{n}=b_{n}({\frac {k_{n+1}'}{k_{n+1}}}-{\frac {k_{n}'}{k_{n}}}),\qquad c_{n}=b_{n}({\frac {k_{n-1}h_{n}}{k_{n}h_{n-1}}}),\qquad h_{n}=\langle f_{n},f_{n}\rangle }
- 實根：所有正交多項式系中的正交多項式都有{\displaystyle n}個實根，這些根是相異且在正交區間之內。
- 奇偶性：若{\displaystyle W(x)}為偶函數，且正交區間為{\displaystyle (-a,a)}，則有{\displaystyle f_{n}(-x)=(-1)^{n}f_{n}(x)}。

## 外部連結
- Milton Abramowitz and Irene A. Stegun, eds. (1965). Handbook of Mathematical Functions with Formulas, Graphs, and Mathematical Tables. New York: Dover. ISBN 0-486-61272-4.  chapter 22 （页面存档备份，存于）
- Vilmos Totik (2005). "Orthogonal Polynomials". Surveys in Approximation Theory 1: 70-125.
- Ioana Dumitriu, Alan. Edelman, Gene ShumanMultivariate Orthogonal Polynomials
- Orthogonal polynomials （页面存档备份，存于） (Springer Online Reference Works)